# Pauline Kaelová
Pauline Kaelová (19. června 1919 Petaluma – 3. září 2001 Great Barrington) byla americká publicistka, která proslula jako filmová kritička týdeníku The New Yorker.
Narodila se v rodině židovských přistěhovalců a vyrostla na farmě v Kalifornii. V roce 1940 ukončila studium filozofie na Kalifornské univerzitě v Berkeley, poté se pohybovala v newyorských bohémských kruzích a žila s básníky Robertem Horanem a Jamesem Broughtonem, s nímž měla dceru Ginu. Jako svobodná matka vystřídala řadu profesí: kuchařka, krejčová, reklamní textařka. Od roku 1953 psala o filmu, publikovala v časopisech City Lights, Partisan Review, Film Quarterly, The New Republic a na rádiu KPFA. V roce 1965 vydala knihu filmových kritik I Lost It at the Movies, které se prodalo 150 000 výtisků. V letech 1968 až 1981 vedla filmovou rubriku New Yorkeru.
Byla známá svým čtivým a provokativně ironickým stylem. Zastávala nonkonformní názory, vymezovala se vůči auteurské teorii, hájila experimenty a překračování tabu (např. film Bonnie a Clyde zpočátku propadl a teprve pochvalná recenze od Kaelové z něj učinila kultovní dílo). Podporovala společenskokriticky zaměřené hnutí nazvané nový Hollywood. Za soubor svých článků Deeper into Movies získala v roce 1974 National Book Award.
Zemřela ve věku 82 let na Parkinsonovu nemoc.
Quentin Tarantino prohlásil, že Kaelová zásadně ovlivnila jeho přístup k filmovému umění a označil ji za „Kerouaca filmové kritiky“. Florida Film Critics Circle uděluje Cenu Pauline Kaelové pro nejlepší debut. Rob Garver o ní natočil dokumentární film Tak pravila Pauline Kael.